# Церковь Петра и Павла в Парголове
Це́рковь святы́х апо́столов Петра́ и Па́вла в Парголове — православный храм в Шуваловском парке посёлка Парголово в Санкт-Петербурге.
Приход храма относится к Санкт-Петербургской епархии Русской православной церкви. Входит в состав Выборгского благочиния.

## История
В 1820-е годы мызой (усадьбой) Парголово владела вдова графа Павла Андреевича Шувалова — Варвара Петровна Шувалова, после смерти мужа вышедшая замуж за швейцарца графа Адольфа Полье. Смерть второго супруга в 1830 году сильно потрясла графиню. Она решила увековечить его память. По просьбе Варвары Петровны, архитектор А. П. Брюллов разработал проект склепа для погребения праха её супруга, устроенного в том же году в готическом стиле со стрельчатой чугунной аркой перед входом.
Вскоре Варвара Петровна обратилась в духовную консисторию с просьбой разрешить строительство над склепом каменной церкви по проекту того же Брюллова. В ответ она получила разрешение, но с оговоркой, что склеп неправославного графа должен находиться вне церковной ограды. Изначально предполагалось освятить храм в честь святой великомученицы Екатерины, но в начале 1831 года будущая церковь уже значится храмом святых апостолов Петра и Павла.
Закладка храма состоялась летом 1831 года. Однако, в связи с тяжёлым материальным положением владельцев усадьбы, строительство церкви продолжалось долго — 10 лет. Ещё через пять лет, 27 июня (9 июля) 1846 года, храм был освящён протоиереем Иоакимом Кочетовым. С этого момента Петропавловская церковь стала семейным храмом Шуваловых-Воронцовых, приписанной к приходу церкви Спаса Нерукотворного Образа на Шуваловском кладбище. 30 июня (12 июля) 1872 года в храме венчался Николай Римский-Корсаков с Надеждой Пургольд. Шафером на свадьбе был композитор Модест Мусоргский.

Содержался храм в хорошем состоянии, в 1850—1851 годах Гаральд Боссе, а в 1906—1907 годах — Степан Кричинский обновляли интерьеры. После 1917 года церковь оставалась приписанной к Спасо-Парголовскому храму и была окончательно закрыта в 1935 году. 

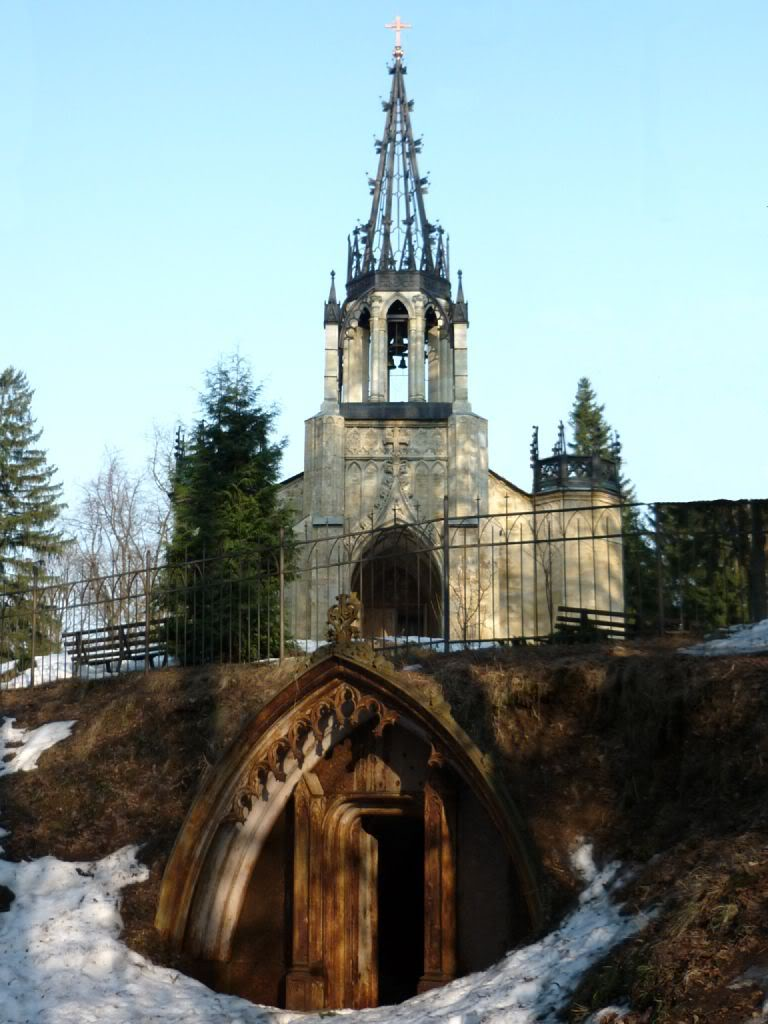
Склеп графа Адольфа Полье близ храма

Сразу после закрытия храма в его здании началась реконструкция: верхний ярус колокольни и металлический шпиль были сняты и сданы на переплавку; иконостас и скульптуры апостолов уничтожены; готические оконные переплеты заменены обычными; устроено междуэтажное перекрытие. В помещении храма был устроен физиотерапевтический кабинет располагавшегося в усадьбе санатория. В период Великой Отечественной войны храм не пострадал. С 1948 года в нём разместилась опытная лаборатория НИИ токов высокой частоты имени В. П. Вологдина.

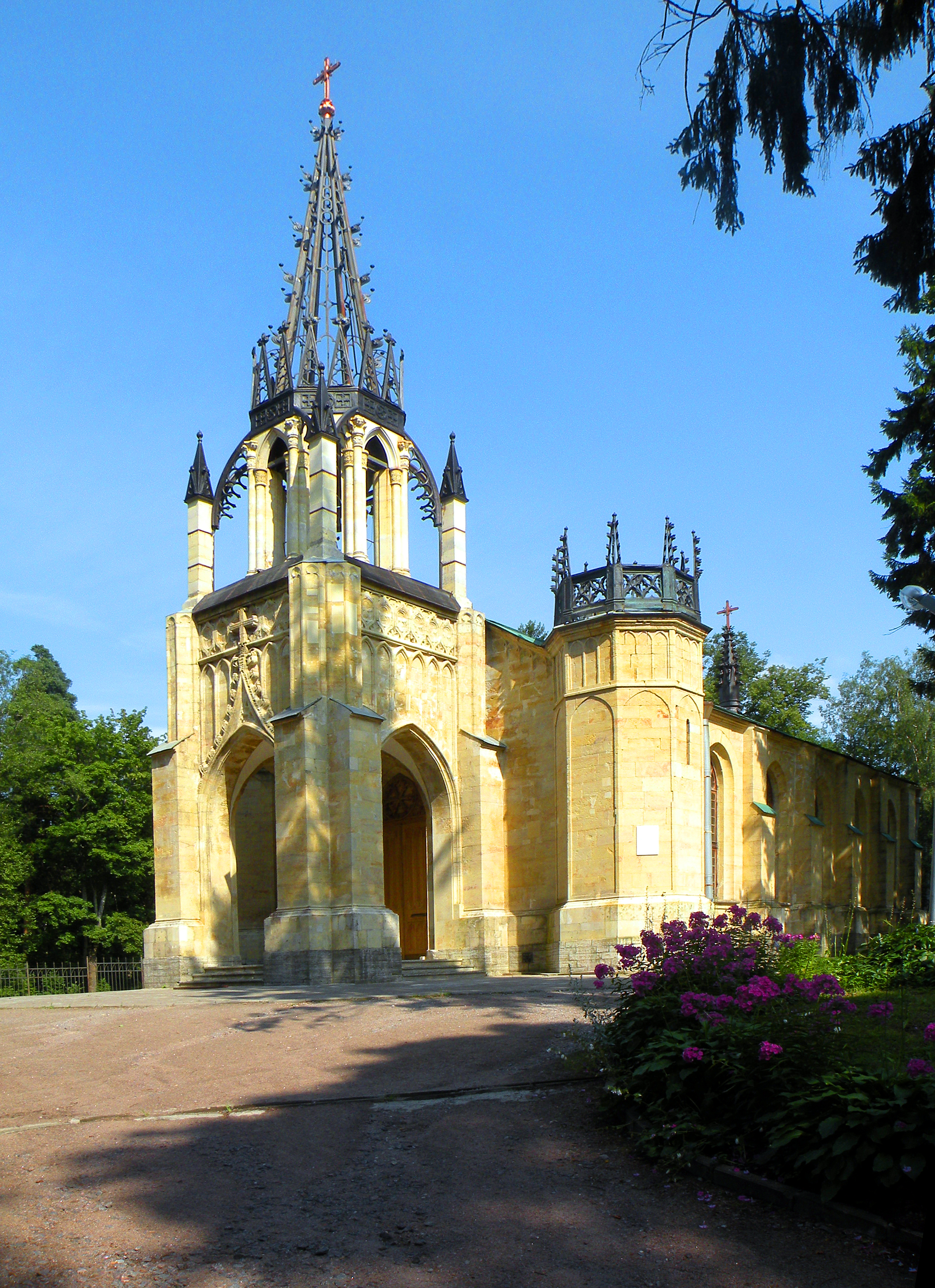
Петропавловская церковь после реставрации

Реставрация интерьера началась в 1954 году. К 1957 году здесь было уничтожено междуэтажное перекрытие и восстановлены готические оконные переплеты. Внешнего вида реставрация не коснулась: второй ярус колокольни и металлический шпиль не были восстановлены. Второй этап реставрации предполагалось начать в 1977 году. Однако большой объём работ в дворцово-парковых ансамблях пригородов Ленинграда не позволил реставраторским организациям приступить к храму. Освобождённое для реставрации здание было снято с охраны, в нём отключили отопление. В результате произошло разрушение кровли, была нарушена гидроизоляция. К концу 1980-х годов здание пришло в руинированное состояние.
В 1991 году в таком виде храм был передан Русской православной церкви, началась реставрация, в результате которой здание приобрело первоначальный вид.

## Архитектура, убранство
Храм построен в неоготическом стиле на возвышенном месте парка. При этом А. П. Брюллов отказался от свойственного готике дробного декора и создал строго симметричный «рисунок». Стены здания, расчленённые контрфорсами, кирпичные, облицованы тёсаным светло-жёлтым пудостским известняком. Окна стрельчатые с витражами, заменившими первоначальные работы мастера Рябкова. Главная конструктивная новация архитектора — венчающий башню ажурный металлический шатёр

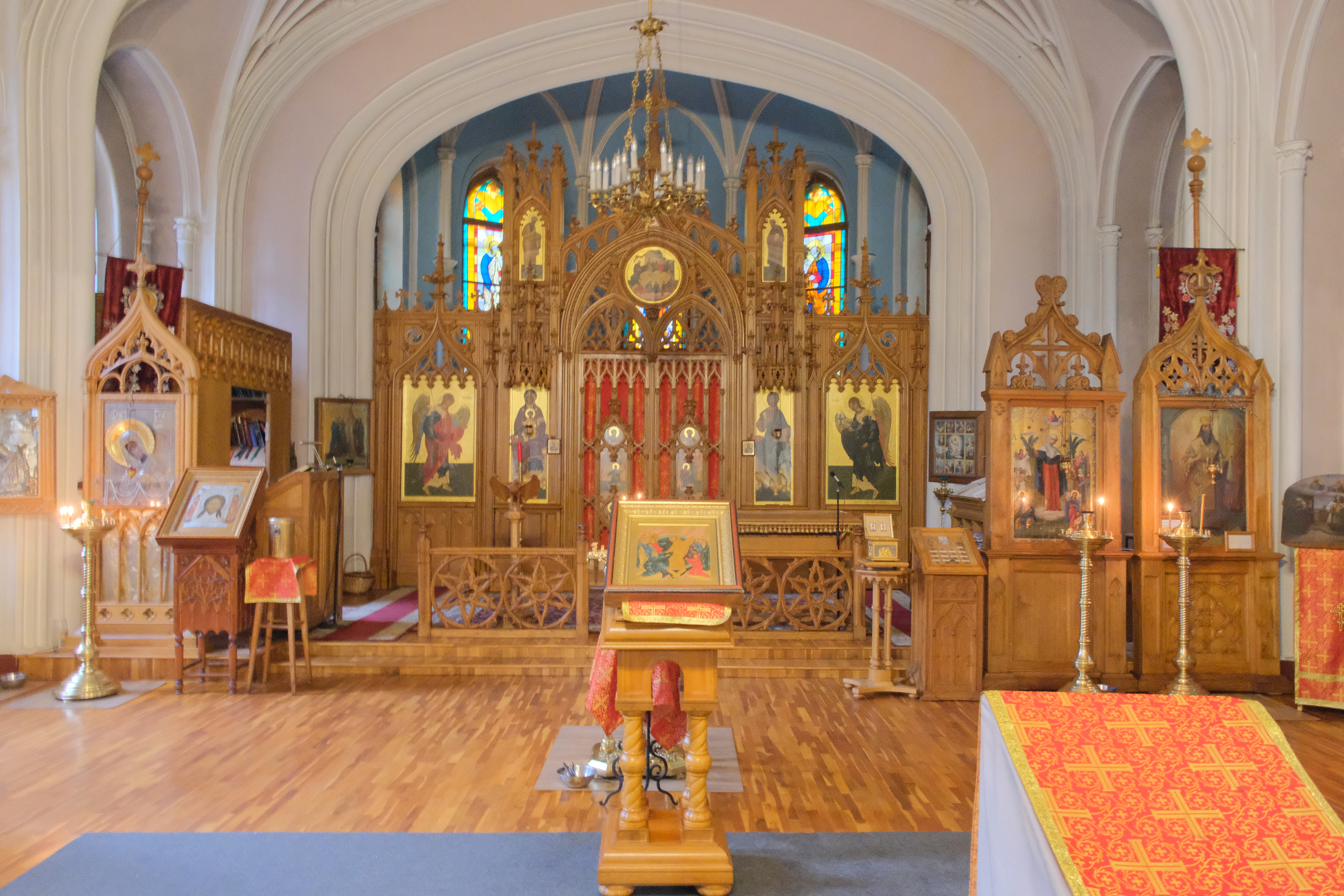
Внутреннее убранство церкви

Стены храма внутри с лепниной, восстановленной по старому образцу, выполненному орнаменталистом Е. Балиным; выкрашены в розовый цвет, в алтаре — синий. Резной, ажурный ясеневый иконостас в готическом стиле восстановлен по образцу существовавшего ранее, вырезанного мастером Тарасовым. Ранее на Горнем месте располагалась картина «Распятие», в самом храме находились статуи работы Самуила Гальберга и П. Трискорни.
Среди святынь в храме находятся:
- частицы мощей святых апостолов Петра и Павла и святителя Николая Чудотворца;
- икона святого преподобного Серафима Саровского с частичкой мантии, освящённая в день его прославления в 1903 году.

## Духовенство
- Настоятель храма — игумен Силуан (Туманов)[4]